# 興安区
興安区（こうあん-く）は中華人民共和国黒竜江省鶴崗市に位置する市轄区。

## 歴史
区名は興安台の旧地名による。1952年8月、興安台竪井及び小鶴河西岸に労働者の新集落が建設され、1954年8月には興安代街道弁事処が設置され鶴崗市の管轄とされたその後興安台では急速な人口増加がみられ、1960年12月に興安区が成立された。1966年8月31日に紅旗区と一時改称されたが、1980年4月24日に興安区と再度改称された。

## 行政区画
6街道、1鎮を管轄：
- 街道弁事処：興安路街道、興建路街道、興長路街道、峻徳路街道、河東路街道、光宇街道
- 鎮：紅旗鎮

## 交通

### 道路
- 高速道路
  - 鶴大高速道路
- 国道
  -  G201国道

## 健康・医療・衛生
- 鶴崗市興安区人民医院